# Cinefantastique
Cinefantastique è una rivista statunitense, il cui primo numero venne pubblicato nel 1967 da Fourth Castle Micromedia. Specializzata nel cinema horror, fantasy e fantascienza, ha cadenza trimestrale.

## Storia
Cinefantastique inizialmente era un fanzine mimeografico, ma nel 1970 divenne un trimestrale offset glossato curato dal publisher/editor Frederick S. Clarke. La rivista si distinse subito dalle concorrenti quali Famous Monsters of Filmland e The Monster Times grazie alla carta lucida, impiegata per le pagine, e alle immagini a colori. Gli articoli e le recensioni che vi venivano pubblicate si contraddistinsero per un approccio quasi accademico alla materia, una scelta insolita per i periodici specializzati sul cinema di genere. Gli annunci pubblicitari erano pochi e per la maggior parte concernenti prodotti dello stesso editore. 
La rivista divenne rapidamente famosa per i suoi lunghi articoli "retrospettivi" pieni di informazioni sui dettagli di produzione di film classici come Ultimatum alla Terra, La guerra dei mondi, Radiazioni BX: distruzione uomo e Il pianeta delle scimmie. Vista la popolarità raggiunta con queste pubblicazioni, Cinefantastique iniziò a far uscire enormi doppi numeri incentrati su "Making-Of" completi di pellicole come 20.000 leghe sotto i mari della Disney, Il pianeta proibito, Star Wars, Incontri ravvicinati del terzo tipo, Blade Runner e La cosa. 
La rivista fu il trampolino di lancio di molti scrittori e critici, tra cui Don Shay, Bill Warren, Tim Lucas, Mick Garris, Stephen Rebello, Steven Rubin, Dan Scapperotti, Dale Winogura, Jeffrey Frentzen, Paul M. Sammon, Dan Fiebiger e Alan Jones.
Il 17 ottobre 2000 Clarke si suicidò a 51 anni, dopo una lunga battaglia contro la depressione. Il ruolo di redattore capo venne assunto per un breve periodo dal collaboratore di lunga data Dan Persons, fino a quando i diritti per la pubblicazione continua di Cinefantastique non vennero acquisiti dalla Mindfire Entertainment di Mark A. Altman, che cambiò il nome in CFQ.
A novembre 2006, l'editor Jeff Bond annunciò che il magazine avrebbe cessato di uscire nel 2007 per un certo periodo di tempo, promettendo che nel prossimo futuro esso sarebbe ritornato "a base irregolare" con nuovi aggiornamenti dal mondo del cinema e articoli speciali. In questo periodo avvenne la pubblicazione di Geek Monthly, sotto la guida dello stesso Bond.
Cinefantastique venne rilanciato come webzine nell'agosto 2007, dal nome Cinefantastique Online e curato da Steve Biodrowski.
Nel 2009, Cinefantastique fu acquistato da Fourth Castle Micromedia, che propose un unico numero nel 2012, Cinefantastique Presents The Ultimate Guide To Zombies, spostando il rilancio al 2015. Frattanto Biodrowski continuò a operare tramite Cinefantastique Online assieme a Dan Persons.